# Berr-Isaak Berr

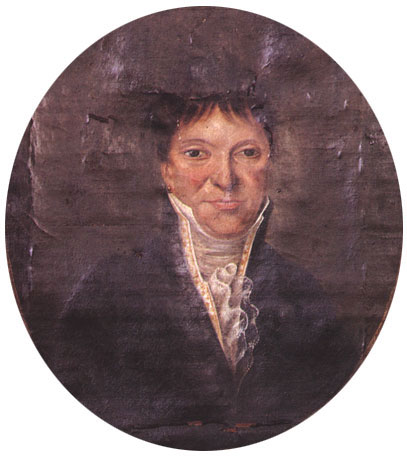
Berr-Isaak Berr

Berr-Isaak Berr, seltener Isaak Berr (* 1744 in Nancy; † 5. November 1828 in Turique bei Nancy), war ein Vorkämpfer der Judenemanzipation in Frankreich. Er war als Vertreter der Juden des Elsass und Lothringens bei der französischen Nationalversammlung zugelassen und war viele Jahrzehnte säkulare Führungsperson der Lothringer Juden. Berr war ein Vertreter der Haskala in Frankreich und Befürworter der jüdischen Assimilation in den Staat. 1807 war er Mitglied des Großen Sanhedrin. 1816 verlieh ihm der französische Staat den Titel „de Turique“.

## Leben
Berr stammte aus einer wohlhabenden Familie. Berrs Vater Isaak Berr war Bankier, Berr-Isaak Berr selbst besaß eine Tabakfabrik. Sein Sohn Michel Berr war der erste jüdische Rechtsanwalt Frankreichs.
Als Vertreter der Aschkenasim gehörte Berr in den Auseinandersetzungen um die jüdische Emanzipation in Frankreich zu den Anhängern einer Bildungsreform und einer stärkeren Stellung der Laien in den jüdischen Gemeinden. Berr-Isaak Berr gehörte dabei zu den Führungspersönlichkeiten der jüdischen Gemeinde in Frankreich, die ihre Position ungewöhnlich lange und kontinuierlich einnahmen.
In den entscheidenden Auseinandersetzungen mit der französischen Nationalversammlung im Jahr 1789 war Berr Sprecher der Juden im Elsass und in Lothringen. Später gehörte er zu den französischen Notabeln. Nachfolgend auf die Erklärung der Menschen- und Bürgerrechte legte er seine Gedanken in den Discours dar. In dem auch außerhalb Frankreichs wahrgenommenen Werk beschrieb er seine Hoffnung, „dass die Menschen uns als Brüder anerkennen […] und dass die schändlichen Institutionen, die uns versklaven, reformiert werden“.
Bis zur formellen Judenemanzipation 1791 wehrte sich Berr, im Gegensatz zu Zalkind Hourwitz, gegen die Aufgabe der Autonomie der jüdischen Gemeinden und die Aufgabe der Kontrollfunktionen, die diese Gemeinden über ihre Mitglieder ausübten. So schlug er unter anderem vor, dass Juden darauf verzichteten, öffentliche Ämter einzunehmen, wenn im Gegenzug Rabbis und örtlichen Gemeindevorsitzenden die Jurisdiktion über die jüdischen Gemeinden überlassen blieb. Stark umstritten innerhalb der jüdischen Gemeinde war seine Position, im Zweifel auch auf das volle Bürgerrecht zu verzichten, wenn dafür die jüdische Gemeindeautonomie erhalten bliebe.
In späteren Jahren propagierte Berr-Isaak Berr dann eine Integration der jüdischen Bevölkerung in den französischen Staat. Er forderte eine Besinnung der Juden auf die patrie und eine Modernisierung der jüdischen Ökonomie und Bildung. So rief er nach der Emanzipationsproklamation die Juden Frankreichs dazu auf, ihre Kinder in französische Schulen zu schicken. Nachdem die Juden durch die Emanzipation Berufsfreiheit genossen, setzte sich Berr als einer der ersten dafür ein, Ausbildungsstätten für jüdische Handwerker zu schaffen.
Berr-Isaak Berr gehörte zu der einflussreichen Minderheit, die bemüht war, die Gedanken der Berliner Haskala nach Frankreich zu bringen. In den 1780ern gehörte er zu einem Dutzend Abonnenten der Haskala-Zeitschrift Ha-Meassef, 1782 publizierte er die französische Übersetzung von Hartwig Wesselys Band Divre Shalom ve' Emet („Worte des Friedens und der Wahrheit“) zur Erziehungsreform. Das Buch rief dazu auf, die säkulare Kultur zu stärken und verstärkt säkulare Inhalte in die traditionelle jüdische Bildung einfließen zu lassen. Er war dabei einer der ersten Vordenker der jüdischen Assimilation in die Mehrheitsgesellschaft und verneinte unausweichbare Konflikte zwischen dieser Assimilation und einer Bewahrung jüdischer Identität.